# Bộ Tư pháp Việt Nam Cộng hòa
Bộ Tư pháp Việt Nam Cộng hòa (tiếng Anh: Ministry of Justice of the Republic of Vietnam) là cơ quan cao nhất chịu trách nhiệm về hệ thống pháp luật của chính phủ Việt Nam Cộng hòa. Phần lớn thời gian từ khi thành lập năm 1949 cho đến khi bị giải thể do Sài Gòn thất thủ ngày 30 tháng 4 năm 1975. Trụ sở Bộ Tư pháp tọa lạc tại số 47 Đại lộ Thống Nhất, Quận 1, Sài Gòn.

## Lịch sử
Tiền thân là Bộ Tư pháp Quốc gia Việt Nam, được thành lập năm 1949. Sau cuộc trưng cầu dân ý năm 1955, chính thể Việt Nam Cộng hòa hình thành, Bộ Tư pháp Quốc gia Việt Nam được tổ chức lại thành Bộ Tư pháp Việt Nam Cộng hòa cho đến khi giải thể vào ngày 30 tháng 4 năm 1975.

## Danh sách Bộ trưởng
Sau đây là danh sách Bộ trưởng Bộ Tư pháp Việt Nam Cộng hòa từ năm 1949 cho đến khi Sài Gòn thất thủ năm 1975:

### Tổng trưởng Bộ Tư pháp Quốc gia Việt Nam (1949–1955)
| Số | Họ tên             | Nhiệm kỳ                                   | Ghi chú                                                  |
| -- | ------------------ | ------------------------------------------ | -------------------------------------------------------- |
| 1  | Nguyễn Khắc Vệ     | 1 tháng 7 năm 1949 – Tháng 3 năm 1952      |                                                          |
| 2  | Vương Quang Nhường | Tháng 3 năm 1952 – Tháng 6 năm 1952        |                                                          |
| 3  | Lê Tấn Nẫm         | Tháng 6 năm 1952 – 1 tháng 3 năm 1954      |                                                          |
| 4  | Nguyễn Văn Đạm     | 1 tháng 3 năm 1954 – 6 tháng 7 năm 1954    |                                                          |
| 5  | Bùi Văn Thinh      | 7 tháng 7 năm 1954 – 9 tháng 5 năm 1955    | Kiêm chức Tổng trưởng Nội vụ từ ngày 24 tháng 9 năm 1954 |
| 6  | Nguyễn Văn Sĩ      | 10 tháng 5 năm 1955 – 26 tháng 10 năm 1955 |                                                          |

### Bộ trưởng Bộ Tư pháp Việt Nam Cộng hòa (1955–1975)
Ngày 26 tháng 10 năm 1955, Việt Nam Cộng hòa được thành lập, chức vụ "Tổng trưởng" đổi thành "Bộ trưởng".:185
| Số | Họ tên           | Nhiệm kỳ                                    | Ghi chú   |
| -- | ---------------- | ------------------------------------------- | --------- |
| 1  | Nguyễn Văn Sĩ    | 26 tháng 10 năm 1955 – 22 tháng 10 năm 1960 |           |
| 2  | Nguyễn Văn Lượng | 23 tháng 10 năm 1960 – 31 tháng 10 năm 1963 |           |
| 3  | Nguyễn Văn Mầu   | 1 tháng 11 năm 1963 – 3 tháng 11 năm 1964   |           |
| 4  | Lữ Văn Vi        | 4 tháng 11 năm 1964 – 18 tháng 7 năm 1966   |           |
| 5  | Trần Minh Tiết   | 29 tháng 7 năm 1966 – 1967                  |           |
| 6  | Huỳnh Đức Bửu    | 1967 – 1968                                 |           |
| 7  | Lê Văn Thu       | 1968 – 18 tháng 2 năm 1974                  |           |
| 8  | Dương Đức Thụy   | 18 tháng 2 năm 1974 – 14 tháng 4 năm 1975   |           |
| 9  | Ngô Khắc Tỉnh    | 14 tháng 4 năm 1975 – 30 tháng 4 năm 1975   | Cuối cùng |